# Fehmarnscher Ringreiterverein
Der Fehmarnsche Ringreiterverein e. V. (FRRV) ist ein traditionsreicher Reitsportverein auf der Ostseeinsel Fehmarn in Schleswig-Holstein. Der Verein wurde im Jahr 1912 gegründet und hat seinen Sitz in Burg auf Fehmarn.
Der Verein ist insbesondere für seine traditionsreiche Veranstaltung, das jährlich stattfindende Fehmarn-Pferde-Festival, überregional bekannt und anerkannt.

## Vereinsgeschichte
Der FRRV wurde im Jahr 1912 gegründet und entwickelte sich aus der lokalen Tradition des Ringreitens. Ringreiten ist eine Geschicklichkeitsprüfung, bei der Reiter auf einem galoppierenden Pferd einen kleinen Ring mit einer Lanze aufspießen müssen. Diese Tradition wird bis heute gepflegt und ist fester Bestandteil der Veranstaltungen des Vereins.
Im Laufe seiner Geschichte entwickelte sich der FRRV zu einer bedeutenden sportlichen Institution im norddeutschen Raum. Viele Mitglieder des Vereins konnten Erfolge auf nationaler und internationaler Ebene erzielen, darunter Medaillen bei Landesmeisterschaften, Deutschen Meisterschaften, Europameisterschaften sowie Teilnahme an Olympischen Spielen.

## Sportliche Erfolge der Mitglieder (Auszug)
Thomas Rüder
- Goldmedaille Europameisterschaft Vielseitigkeit 1981 Einzelwertung[5][6]
- Goldmedaille Europameisterschaft Vielseitigkeit 1981 Mannschaftswertung[6]

Kai Rüder
- Bronzemedaille Deutsche Meisterschaft 2002[7]
- Silbermedaille Weltmeisterschaft Vielseitigkeit 2006[8]
- Goldmedaille Weltmeisterschaft Junge Vielseitigkeitspferde 2009[9]
- Silbermedaille Deutsche Meisterschaft Vielseitigkeit 2011[10]
- Goldmedaille Europameisterschaft Vielseitigkeit 2019[11]

Inga Czwalina
- Goldmedaille Deutsche Meisterschaft Junioren Springen 1998[12]
- Silbermedaille Deutsche Meisterschaft Springen 2018[13]
- Goldmedaille Deutsche Hallenmeisterschaft Springen 2019[14]
- Goldmedaille Landesmeisterschaft Schleswig-Holstein Springen 2017[15] & 2019[16]

Petra Rüder
- Silbermedaille Deutsche-Amateurmeisterschaft Springen 2017[17][18]

Sven-Gero Hünicke
- Goldmedaille Deutsche Meisterschaft Springen 2016[19]

Mathies Rüder
- Goldmedaille U18-Europameisterschaft Junioren Vielseitigkeit 2022 & 2023[20][21][22][23]

Mannschaftswettkampf in der Abteilung
- Goldmedaille Landesmeisterschaft Schleswig-Holstein 2023[24]

## Reitsportzentrum
Im April Jahr 2025 eröffnete der FRRV sein neues Reitsportzentrum am nördlichen Ortsausgang von Burg auf Fehmarn. Neben Festreden u. a. der Innenministerin von Schleswig-Holstein, Sabine Sütterlin-Waack und des Landrats des Kreises Ostholstein Timo Gaarz wurde das Gelände mit einer Quadrille des Vereins-Nachwuchses sowie mit einem Springen der schweren Klassen durch Top-Reiter des Nordens eingeweiht. Die Anlage umfasst zwei moderne Reithallen, darunter eine große Veranstaltungshalle sowie eine kleinere Vorbereitungshalle, sowie Deutschlands mit 125 × 65 m größten Ebbe-Flut-Außenreitplatz. Dieser ermöglicht optimale Bedingungen für nationale und internationale Turniere unabhängig von Wetterbedingungen.
Die Anlage umfasst zudem großzügige Veranstaltungsräume und ausreichende Infrastruktur für Besucher, Teilnehmer und Sponsoren. Der Neubau wurde maßgeblich durch den Verkauf des alten Vereinsgeländes sowie Fördermittel des Landes Schleswig-Holstein finanziert.

## Jugendarbeit und Förderung
Der Verein setzt seit Jahren stark auf die Förderung von Kindern und Jugendlichen im Reitsport. Die Jugendarbeit umfasst neben regelmäßigem Training und speziellen Förderangeboten auch die Möglichkeit, frühzeitig Wettkampferfahrung zu sammeln. Zahlreiche Nachwuchssportler konnten im Dressur-, Spring- und Vielseitigkeitsreiten Erfolge erzielen.
2003 wurde der FRRV vom DOSB mit dem Grünen Band für vorbildliche Talentförderung ausgezeichnet.

## Veranstaltungen
Die bedeutendste Veranstaltung ist das Fehmarn-Pferde-Festival, das jährlich im Juni stattfindet und Reiter aus ganz Deutschland und darüber hinaus anzieht. Weitere Turniere und Trainingsangebote runden das sportliche Angebot des Vereins ab.

## Mitgliedschaft und Engagement
Der FRRV zählt (Stand: März 2022) rund 575 Mitglieder, darunter etwa 200 Kinder und Jugendliche.